# Aphyocypris kikuchii
Aphyocypris kikuchii är en fiskart som först beskrevs av Oshima, 1919.  Aphyocypris kikuchii ingår i släktet Aphyocypris och familjen karpfiskar. Inga underarter finns listade i Catalogue of Life.